# Tony Kett
Tony Kett (* 1. Juni 1951 in Ballinasloe, County Galway; † 19. April 2009 in Dublin) war ein irischer Politiker der Fianna Fáil und von 1997 bis zu seinem Tod Senator im Seanad Éireann.
Kett besuchte das St. Joseph's College in Ballinasloe und später das College of Commerce in Rathmines, Dublin. 1988 wurde er in den Stadtrat von Dublin, den Dublin City Council, gewählt, um den vakanten Sitz von Bertie Ahern einzunehmen. Dieser hatte sein dortiges Mandat auf Grund seiner Wahl zum Taoiseach niedergelegt. 2004 konnte Kett durch das Verbot des dualen Mandats nicht mehr zur Wahl in den Dublin City Council antreten, da er 1997 in den 21. Seanad Éireann gewählt worden war und diesem weiterhin angehörte.
November 2009 besetzte sein Parteikollege James Carroll Ketts vakanten Sitz im Seanad Éireann neu. Dies war ohne Nachwahl möglich, da die anderen Parteien auf eigene Kandidaten verzichteten.
Kett war verheiratet und hinterlässt einen Sohn und zwei Töchter.